# Décembre 1949

## Évènements
- Loi sur l’enseignement en Indonésie.

- 2 décembre : adoption par l'Assemblée générale des Nations unies de la Convention pour la répression et l'abolition de la traite des êtres humains et de l'exploitation de la prostitution d'autrui, résolution 317 (IV) du 2 décembre 1949.

- 8 décembre :
  - Repli à Formose du gouvernement nationaliste chinois de Tchang Kaï-chek.
  - Fondation de l'Office de secours et de travaux des Nations unies pour les réfugiés de Palestine dans le Proche-Orient.
    - La mission Clapp suggère la mise en valeur économique de la région par une politique de grands travaux fondée sur l’emploi de la main-d’œuvre réfugiée. Elle crée l’UNRWA (United Nations Relief and Works Agency for Palestine Refugees in the Near East), agence chargée d’apporter des secours d’urgence et de programmer les grands travaux, financée par les États-Unis. Elle se rend rapidement compte qu’Israël et les pays arabes ne collaboreront pas et que les réfugiés défendent leur identité et refusent toute réinstallation hors de chez eux. Ils se constituent en quartiers autonomes dans les villes ou dans des camps. L’agence se contente d’apporter de l’aide alimentaire, d’assurer la scolarisation et l’encadrement médical.

- 14 décembre : une Constitution provisoire des États-Unis d’Indonésie est promulguée. Ils réunissent 16 États confédérés.

- 16 décembre :
  - Soekarno est nommé président de la république fédérale des États-Unis d’Indonésie.
  - Parliament Acts au Royaume-Uni : réduction d’un an du droit de veto suspensif de la Chambre Haute accordé en 1911[1].

- 19 décembre :
  - Université Gadjah Mada, première université créée par le gouvernement indonésien à Yogyakarta.
  - Un troisième coup d’État est organisé par Adib Chichakli en Syrie.

- 26 décembre : la République fédérale populaire de Yougoslavie signe un traité commercial avec la Grande-Bretagne[2]. Elle s’assure l’aide financière de la Banque d’import-export des États-Unis et de la Banque internationale de reconstruction et de développement.

- 27 décembre : à Amsterdam, la reine Juliana des Pays-Bas et Mohammad Hatta procèdent au transfert de souveraineté pour l'Indonésie.

- 28 décembre : indépendance effective de l'Indonésie.

- 30 décembre : accords franco-vietnamiens de la baie de Hạ Long sur la souveraineté de l'État du Viêt Nam dans le cadre de l'Union française.

## Naissances
- 1 décembre : 
  - Pablo Escobar, baron de la drogue, Colombie, colombien († 2 décembre 1993).
  - Sebastián Piñera, homme d'affaires et homme d'État chillien († 6 décembre 2024).
- 4 décembre : Jeff Bridges, acteur, chanteur et producteur américain.
- 5 décembre : Bruce E. Melnick, astronaute américain.
- 7 décembre : Tom Waits, chanteur américain.
- 8 décembre : Ray Shulman, musicien britannique († 30 mars 2023).
- 13 décembre : Tom Verlaine, chanteur américain et guitariste de rock († 28 janvier 2023).
- 14 décembre : Cliff Williams, bassiste du groupe AC/DC.
- 17 décembre : Paul Rodgers, chanteur britannique (Free).
- 18 décembre : 
  - László Branikovits, footballeur hongrois († 16 octobre 2020).
  - Frédéric Lopez, raseteur français.
  - Wanaro N'Godrella, joueur de tennis français († 26 mai 2016).
- 19 décembre :
  - Lenny White, batteur de jazz américain.
  - Larry Bagnell, homme politique canadien.
- 20 décembre : Soumaïla Cissé, homme politique malien († 25 décembre 2020).
- 21 décembre : Thomas Sankara, leader politique africain.
- 22 décembre :
  - Maurice Gibb, musicien et auteur-compositeur-interprète britannique, membre du groupe Bee Gees († 12 janvier 2003).
  - Robin Gibb, auteur-compositeur-interprète britannique, membre du groupe Bee Gees († 20 mai 2012).
- 23 décembre : Nicolás Brizuela, guitariste argentin  († 28 mars 2020).
- 26 décembre : José Ramos-Horta, homme politique est-timorais, Premier ministre puis président de la République du Timor Oriental.
- 29 décembre : Marlène Zarader, philosophe et universitaire française († 6 juin 2025).
- 30 décembre : Jim Flaherty, ministre des finances fédéral canadien.
- 31 décembre : Ushio Amagatsu, chorégraphe japonais († 25 mars 2024).

## Décès
- 5 décembre : Alfred James Lotka, mathématicien et statisticien américain (° 2 mars 1880).
- 7 décembre : Stanislas Blanchard, homme politique de l'Île-du-Prince-Édouard.
- 15 décembre : Alice Bailey, écrivain ésotériste et occultiste britannique.
- 16 décembre : Albert Edward Matthews, lieutenant-gouverneur de l'Ontario.
- 30 décembre : Ernest Mottard, coureur cycliste belge (° 22 mars 1902).